# De Fabeltjeskrant: De Grote Dierenbos-spelen
De Fabeltjeskrant: De Grote Dierenbos-spelen is een Nederlandse met de computer geanimeerde kinderfilm uit 2018 met in de hoofdrol de personages uit de televisieserie De Fabeltjeskrant. De film beleefde zijn première op 19 december, zo'n vijftig jaar na de eerste uitzending van de poppenserie.

## Productie
De bioscoopfilm is een gezamenlijke productie van Rubinstein Media, De Levita Productions en Grid Animation. Het digitaliseringsproces nam vier jaar in beslag. Om de digitale dieren zo veel mogelijk het 'aaibare' van hun fysieke voorbeeld te geven, zijn ze zo geanimeerd dat het lijkt alsof ze uit vilt zijn vervaardigd.
Omdat de originele stemacteurs Frans van Dusschoten en Ger Smit al waren overleden, werden de stemmen van hun personages ingesproken door onder anderen Huub Dikstaal (Meneer de Uil), Ad Knippels (Lowieke de Vos) en Richard Groenendijk (Ed en Willem Bever). Elsje Scherjon verzorgde weer de stem van haar favoriete Fabeltjes-dier Juffrouw Ooievaar. Mede omdat het voor de inmiddels tachtigjarige Scherjon moeilijk was geworden om sommige stemmen te vertolken, werden haar overige personages overgenomen door actrices als Georgina Verbaan (Truus de Mier en Zaza Zebra) en Loes Luca (Isadora Paradijsvogel).
De muziek in de film werd gecomponeerd door onder anderen Ruud Bos, Floor Minnaert en Armin van Buuren, die daarnaast de stem van het nieuwe personage dj Wally Windhond voor zijn rekening nam. Ook Ruud Bos schreef enkele nummers, iets wat hij eveneens jarenlang had gedaan voor de poppenserie: onder meer de muziek van "Hallo Meneer de Uil" en "Hup daar is Willem!" is van zijn hand.
De film is ook uitgebracht met een Vlaamse stemmencast, waarbij Walter Baele (bekend van Samson en Gert) de stem verzorgt van Meneer de Uil. Showbizzkoppel Tine Embrechts en Guga Baúl zijn de stemmen van respectievelijk Juffrouw Ooievaar en Meneer de Raaf. Deze versie was vanaf 3 april 2019 in de Belgische bioscopen te zien.

## Verhaal
Meneer de Uil vertelt drie opzichzelfstaande verhalen van circa 25 minuten.

### Verhaal 1: Picknick in Fabeltjesland
Bor de Wolf heeft geen uitnodiging ontvangen voor de door Juffrouw Ooievaar georganiseerde picknick en mag daarom van haar niet mee. Ome Gerrit de Duif voelt zich schuldig. Hij vraagt zich af wat er mis kan zijn gegaan met de postbestelling. De picknick loopt uit op een domper omdat de dieren verdwalen en Meneer de Raaf, Lowieke de Vos en Chico Lama tijdens de tocht alle hapjes opeten.

### Verhaal 2: Stoffel de arend
Stoffel de Schildpad is jarig. Zijn grote wens is om te kunnen vliegen. Nadat Ome Gerrit hem tevergeefs vliegles heeft gegeven, bouwen de gebroeders Bever een vliegmachine voor hem. Stoffel belandt echter boven in een boom en de ruziënde Juffrouw Ooievaar en Meneer de Raaf doen een gezamenlijke poging hem weer op de grond te krijgen.

### Verhaal 3: Spelletjes in het bos
Tijdens de jaarlijkse Grote Dierenbos-spelen staan team wit, aangevoerd door Juffrouw Ooievaar, en team zwart, met Meneer de Raaf aan het hoofd, tegenover elkaar. Er wordt onder andere hardgelopen en een wedstrijdje pannenkoeken eten gehouden. De fanatieke teamleiders zijn vastberaden om hun ploeg te laten winnen. Door Meneer de Raaf wordt zelfs vals spelen niet geschuwd. Peter Panda leidt de wedstrijden in goede banen, terwijl dj Wally Windhond voor de nodige muziek zorgt.

## Rolverdeling
De stemmen van de personages werden door verschillende acteurs vertolkt. Er zijn vrijwel geen zelfde acteurs bij de Nederlandse en de Vlaamse versie, enkel Armin van Buuren vertolkt in beide versies Wally Windhond.
| Personage             | Nederlandse stem      | Vlaamse stem     |
| --------------------- | --------------------- | ---------------- |
| Meneer de Uil         | Huub Dikstaal         | Walter Baele     |
| Meneer de Raaf        | Roben Mitchell        | Guga Baùl        |
| Juffrouw Ooievaar     | Elsje Scherjon        | Tine Embrechts   |
| Ed Bever              | Richard Groenendijk   | Günther Lesage   |
| Willem Bever          | Richard Groenendijk   | Ben Segers       |
| Martha Hamster        | Rosanne Waalewijn     | Maaike Cafmeyer  |
| Myra Hamster          | Mylène Waalewijn      | Liesa Naert      |
| Stoffel de Schildpad  | Joost Claes           | Bart Hollanders  |
| Isadora Paradijsvogel | Loes Luca             | Barbara Sarafian |
| Zoef de Haas          | Boyan van der Heijden | Walter Baele     |
| Ome Gerrit de Duif    | Daan van Rijssel      | David Dermez     |
| Bor de Wolf           | Leo Richardson        | Dieter Troubleyn |
| Chico Lama            | Wiebe-Pier Cnossen    | Peter Pype       |
| Peter Panda           | Maarten Smeele        | Frank Dierens    |
| Droes de Beer         | Vinchenzo Tahapary    | Bert Van Poucke  |
| Jodokus de Marmot     | Dennis Willekens      | Frank Hoelen     |
| Truus de Mier         | Georgina Verbaan      | Mieke Laureys    |
| Lowieke de Vos        | Ad Knippels           | Pepijn Caudron   |
| Wally Windhond        | Armin van Buuren      | Armin van Buuren |
| Zaza Zebra            | Georgina Verbaan      | Lotte Stoops     |